# Іст-Гарвіч (Массачусетс)
Іст-Гарвіч (англ. East Harwich) — переписна місцевість (CDP) в США, в окрузі Барнстебел штату Массачусетс. Населення — 5250 осіб (2020).

## Географія
Іст-Гарвіч розташований за координатами 41°42′31″ пн. ш. 70°1′55″ зх. д. / 41.70861° пн. ш. 70.03194° зх. д. (41.708597, -70.031856).  За даними Бюро перепису населення США в 2010 році переписна місцевість мала площу 22,72 км², з яких 20,77 км² — суходіл та 1,95 км² — водойми.

## Демографія
Згідно з переписом 2010 року, у переписній місцевості мешкали 4872 особи в 2125 домогосподарствах у складі 1444 родин. Густота населення становила 214 осіб/км².  Було 3214 помешкання (141/км²).
Расовий склад населення:
| - 94,6 % — білих - 1,3 % — чорних або афроамериканців - 1,0 % — азіатів - 0,4 % — корінних американців |

До двох чи більше рас належало 1,9 %. Частка іспаномовних становила 1,6 % від усіх жителів.
За віковим діапазоном населення розподілялося таким чином: 17,6 % — особи молодші 18 років, 55,4 % — особи у віці 18—64 років, 27,0 % — особи у віці 65 років та старші. Медіана віку мешканця становила 50,9 року. На 100 осіб жіночої статі у переписній місцевості припадало 89,8 чоловіків;  на 100 жінок у віці від 18 років та старших — 85,7 чоловіків також старших 18 років.
Середній дохід на одне домашнє господарство  становив 95 141 долар США (медіана — 74 248), а середній дохід на одну сім'ю — 109 454 долари (медіана — 79 390). За межею бідності перебувало 5,8 % осіб, у тому числі 12,7 % дітей у віці до 18 років та 3,8 % осіб у віці 65 років та старших.
Цивільне працевлаштоване населення становило 2196 осіб. Основні галузі зайнятості: освіта, охорона здоров'я та соціальна допомога — 24,6 %, науковці, спеціалісти, менеджери — 15,6 %, роздрібна торгівля — 13,0 %, мистецтво, розваги та відпочинок — 12,5 %.